# Pueblo masango
El pueblo masango pertenece al grupo bantú y también es conocido como sango, sangou, sangu,  massango, chango, isangu, shango, yisangou o yisangu. Son agricultores y sus principales comunidades se asentaron a lo largo del río N’gunié así como en las tierras centrales de la región de Mimongo, provincia de N’gunié en Gabón.
Hablan el idioma sangu y sus dialectos pertenecientes al filo Atlantic-Congo, de las lenguas bantúes occidentales, familia Sangu-Sira. La etnia sango de Gabón alcanzaría unos 56.000 miembros unidos por la lengua común sangu, representando aproximadamente el 2,5% de la población del país.

## Historia
A principios del siglo XX se opusieron ferozmente a la intervención colonialista francesa pero fueron vencidos tras dos años de combate.

## Economía
Su economía tradicional se basó en la agricultura, explotaron el aceite de palma y poseían cultivos de café.

## Subgrupos

### Chango
Se distribuyen en la zona del tramo alto del río N’gunié.

### Masango
También son conocidos como massango, masangu o sangou. Habitan en  la región selvático-montañosa de Mimongo en el centro de la provincia de N’gunié, entre los ríos Ogoulou y Offoue.  Están emparentados lingüísticamente con el pueblo eshira.

### Sango
También se los conoce como sungu. Ocupan los territorios que circundan el nacimiento del río N`gunié.